# Cinclidotus danubicus
Cinclidotus danubicus är en bladmossart som beskrevs av Schiffner och Julius Baumgartner 1906. Cinclidotus danubicus ingår i släktet Cinclidotus och familjen Cinclidotaceae. Inga underarter finns listade i Catalogue of Life.